# Диференціал Абеля
Абеля диференціал — голоморфний, або мероморфний диференціал на компактній, або замкнутій поверхні Рімана S.
Нехай g — рід поверхні S; a1b1a2b2..agbg — цикли канонічної бази S. В залежності від характеру особливостей розрізняють диференціали Абеля трьох типів: I, II, III причому мають місце строгі включення: {\displaystyle I\,\subset \,II\,\subset \,III}. Диференціал Абеля І-го роду — це голоморфні всюди на S диференціали 1-го порядку, котрі в околі U кожної точки {\displaystyle P_{0}\,\in \,\!S} мають вигляд {\displaystyle \omega \,=\,pdz\,=\,p(z)dz}, де {\displaystyle z=x+iy} — локальна уніформізуюча змінна в U, {\displaystyle dz\,=\,dx+idy}, а p(z) — голоморфна, або регулярна аналітична функція на U. Додавання і множення диференціалів Абеля визначаються звичайними правилами(див. диференціал).
Диференціали Абеля І роду формують векторний простір {\displaystyle {\mathfrak {U}}} розмірності g. Після введення скалярного добутку
{\displaystyle (\omega ,\pi )\,=\,\iint _{D}\omega *{\overline {\pi }}},
де {\displaystyle \omega *{\overline {\pi }}} — зовнішній добуток {\displaystyle \omega } на зірково спряжений диференціал {\displaystyle {\overline {\pi }}}, {\displaystyle {\mathfrak {U}}} перетворюється в Гільбертів простір.
Нехай {\displaystyle A_{1},\,B_{1},\,A_{2},\,B_{2},\,\ldots A_{g},\,B_{g}} — А- і В- періоди другого роду диференціала Абеля. І роду {\displaystyle \omega }, тобто інтеграли
{\displaystyle A_{j}\,=\,\int _{a_{j}}\omega ,B_{j}\,=\,\int _{b_{j}}\omega ,j=1,\,2,\,\ldots ,\,g}. (1)
Тоді справедливе наступне співвідношення:
{\displaystyle {\|\omega \|}^{2}\,=\,i\sum _{j=1}^{g}\left(\,A_{j}{\overline {B}}_{j}\,-\,B_{j}{\overline {A}}_{j}\right)\,\geq \,0}
Нехай {\displaystyle A_{1}^{\prime },\,B_{1}^{\prime },\,A_{2}^{\prime },\,B_{2}^{\prime },\,\ldots A_{g}^{\prime },\,B_{g}^{\prime }} — періоди другого роду диференціала Абеля І-го роду {\displaystyle \pi }, то
{\displaystyle i(\omega ,\,{\overline {\pi }})\,=\,\sum _{j=1}^{g}\left(\,A_{j}B_{j}^{\prime }\,-\,B_{j}A_{j}^{\prime }\right)\,=\,0}. (2)
Співвідношення (1) і (2) називають білінійними відношеннями Рімана для диференціала Абеля І роду. Канонічна база диференціала Абеля І роду, тобто канонічна база {\displaystyle \varphi _{1},\,\varphi _{2},\,\ldots ,\,\varphi _{g}} простору {\displaystyle {\mathfrak {U}}}, вибирається таким чином, щоб
{\displaystyle A_{ij}\,=\,\int _{a_{i}}\varphi _{i}\,=\,\delta _{ij}},
де {\displaystyle \delta _{ij}} — символ Кронекера. При цьому матриця {\displaystyle (B_{ij}),i,j={\overline {1,g}}}, B-періодів
{\displaystyle B_{ij}\,=\,\int _{b_{j}}\varphi _{ij}}
симетрична, а матриця уявних частин {\displaystyle (Im\;B_{ij})} додатно визначена. Диференціал Абеля І роду, у якого всі А- або В- періоди тотожно рівні нулю рівний нулю. Якщо всі періоди диференціала Абеля І роду {\displaystyle \omega } дійсні, то {\displaystyle \omega =0}.
Диференціали Абеля ІІ і ІІІ роду відносяться до мероморфних диференціалів, тобто до таких аналітичних диференціалів, котрі мають на S не більш ніж скінченну множину особливостей типу полюсів з локальним представленням
{\displaystyle \left({\frac {a_{-n}}{z^{n}}}\,+\,{\frac {a_{-n+1}}{z^{n-1}}}\,+\,\ldots \,+\,{\frac {a_{-1}}{z}}\,+\,f(\,z\,)\right)dz}, (3)
де f(z) — регулярна функція, n — порядок полюсу(якщо {\displaystyle a_{-n}\,\neq \,0}), a-n — лишок в даному полюсі. При n=1 полюс називається простим. Диференціал Абеля ІІ роду — це мероморфні диференціали, в яких всі лишки дорівнюють нулю. Тобто їхнє локальне представлення має такий вигляд:
{\displaystyle \left({\frac {a_{-n}}{z^{n}}}\,+\,{\frac {a_{-n+1}}{z^{n-1}}}\,+\,\ldots \,+\,{\frac {a_{-2}}{z^{2}}}\,+\,f(\,z\,)\right)dz}.
Диференціал Абеля ІІІ роду — це диференціал Абеля довільного вигляду.
Якщо {\displaystyle \omega } — довільний диференціал Абеля з А-періодами {\displaystyle A_{1},\,A_{2},\,\ldots ,\,A_{g}}, то диференціал Абеля {\displaystyle \omega ^{\prime }\,=\,\omega -A_{1}\varphi _{1}\,-\,A_{2}\varphi _{2}\,-\,\ldots \,-\,A_{g}\varphi _{g}} має нульові А-періоди і називається нормованим. Якщо P1 i P2 — довільні точки S, то можна побудувати диференціал Абеля {\displaystyle \omega _{1,2}} з особливостями {\displaystyle \left({\frac {1}{z}}\right)dz} в P1 і {\displaystyle \left(-{\frac {1}{z}}\right)dz} в P2, який називається нормальним диференціалом Абеля ІІІ роду. Нехай {\displaystyle \omega } — довільний диференціал Абеля з лишками {\displaystyle c_{1},\,c_{2},\,\ldots ,\,c_{n}} в точках {\displaystyle P_{1},\,P_{2},\,\ldots ,\,P_{n}} відповідно, причому {\displaystyle c_{1}+c_{2}+\ldots +c_{n}=0}. Якщо {\displaystyle P_{0}\neq P_{j}\;j={\overline {1,n}}} така довільна точка на S то {\displaystyle \omega } можна представити у вигляді лінійної комбінації нормованого диференціала Абеля ІІ роду {\displaystyle \omega _{2}}, скінченного числа нормальних диференціалів Абеля {\displaystyle \omega _{j,0}} і базисних диференціалів Абеля І роду {\displaystyle \omega _{k}}:
{\displaystyle \omega =\omega _{2}+\sum _{j=1}^{n}c_{j}\omega _{j,0}+\sum _{k=1}^{g}A_{k}\varphi _{k}}.
Нехай {\displaystyle \omega _{3}} — диференціал Абеля ІІІ роду, що має лише прості полюси, з лишками {\displaystyle c_{j}} в точках {\displaystyle P_{j},\,j=1,2,...,n}, а {\displaystyle \omega _{1}} — довільний диференціал Абеля І роду;
{\displaystyle A_{k}=\int _{a_{k}}\omega _{1},\,\,B_{k}=\int _{b_{k}}\omega _{1},}
{\displaystyle A_{k}^{\prime }=\int _{a_{k}}\omega _{3},\,\,B_{k}^{\prime }=\int _{b_{k}}\omega _{3},\,k=1,2,...,g,}
причому цикли {\displaystyle a_{k},\,b_{k}} не проходять через полюси {\displaystyle \omega _{3}}. Нехай точка {\displaystyle P_{0}\,\in \,\!S} не лежить на циклах {\displaystyle a_{k}} і {\displaystyle b_{k}}, а {\displaystyle L_{j}} — шлях від {\displaystyle P_{0}} до {\displaystyle P_{j}}. Тоді маємо білінійні співвідношення для диференціал Абеля І і ІІІ роду:
{\displaystyle \sum _{k=1}^{g}\left(A_{k}B_{k}^{\prime }-A_{k}^{\prime }B_{k}\right)=2\pi i\sum _{j=1}^{n}c_{j}\int _{L_{j}}\omega _{1}}.
Аналогічні співвідношення існують і між диференціалами Абеля І і ІІ роду.
Довільний диференціал Абеля ІІІ роду, окрім А- і В- періодів (циклічних), має ще полярні періоди виду {\displaystyle 2\pi ic_{j}} вздовж циклів, гомологічних нулю, але таких, що охоплюють полюси {\displaystyle P_{j}}. Таким чином для довільного циклу {\displaystyle \gamma } маємо:
{\displaystyle \int _{\gamma }\omega _{3}=\sum _{k=1}^{g}\left(l_{k}A_{k}+l_{g+k}B_{k}\right)+2\pi i\sum _{j=1}^{n}m_{j}c_{j},}
де {\displaystyle l_{k},\,l_{g+k},\,m_{k}} — цілі числа.